# Louis Adolphe Bonard
Louis Adolphe Bonard (Cherbourg, 27 marzo 1805 – Amiens, 31 marzo 1867) è stato un ammiraglio francese.
Fu governatore militare nella Guyana francese e in seguito in Cocincina, dove la sua azione condusse alla firma del trattato di Saigon del 1862, che sancì formalmente il possesso francese della zona.

## Biografia
Nato a Cherbourg nel 1805, Louis Adolphe Bonard studiò all'École Polytechnique, dalla quale uscì nel 1825 per arruolarsi nella marina militare francese.. Imbarcato come aspirante ufficiale sul brigantino Silène, comandato dal capitano Bruat, la sua imbarcazione fu distrutta al largo di Algeri dalla nave nemica Aventure; Bonard fu catturato e trascorse sette settimane di prigionia durissima, per essere poi liberato in seguito all'invasione francese.
Incaricato di dirigere il porto di Orano tra il 1835 e il 1836, nel 1844 fu inviato in missione a Tahiti ancora agli ordini di Bruat; fu ferito durante la battaglia di Fatahua del 1846 contro i ribelli indigeni. Pochi mesi dopo, promosso al grado di capitano di vascello, fu designato al comando della divisione navale francese nel Pacifico.
Tra il 1853 e il 1855, Bonard ricoprì la carica di governatore della Guyana francese; rientrato in Francia con il grado di contrammiraglio, ricevette il comando militare del porto di Brest prima di tornare in America e in Oceania. Nel 1861 fu chiamato a sostituire il viceammiraglio Charner al comando delle truppe francesi in Cocincina; in questa occasione, Bonard allestì un'aggressiva campagna militare che portò alla conquista di Biên Hòa il 16 dicembre e a quella di Vĩnh Long il 22 marzo 1862. Le vittorie francesi scoraggiarono l'imperatore annamita Tự Đức, che diede incarico ai suoi plenipotenziari di firmare un accordo di pace; il trattato di Saigon del 5 giugno sancì il possesso francese su tre province della Cocincina (Dong Nai, Gia Định e Dinh Tuong, oltre ad aprire diversi porti al commercio.
Sostituito nel ruolo dal contrammiraglio Pierre-Paul de La Grandière, Louis Adolphe Bonard fu insignito della nomina di grande ufficiale della Legion d'onore nel 1864; morì ad Amiens il 31 marzo 1867.